# ゴッ豬扒飯
焗豬扒飯（ゴッツィーパーファン）英語：Baked Pork Chop Riceは、ご飯の上にポークチョップ(骨付き豚肉)が乗った香港式西洋料理である。

## 概要
ポークチョップのステーキやフライを、炒飯や白米の上に乗せ、更にその上からトマトソースやチーズなどをかけ、オーブンでグリルする。一般に、香港の茶餐廳と呼ばれる店で食べることが出来る。
炒飯は、揚州炒飯などとは異なり、卵のみを絡めた具がほとんど無いものが使用されることが多い。
また白米で作られたものと区別するため、炒飯が入ったものは、"炒飯底"と呼ばれることもある。
焗の文字は、オーブンでグリルすることを指すが、香港で使用され始めた後に広東省などへと利用が広まっている。

## 類似の料理
日本式洋食のドリアは、米飯を使用している点や、オーブンで焼き上げる点など本料理に類似した点が見受けられる。